# Steinbrunn-le-Bas
Steinbrunn-le-Bas es una localidad y comuna francesa, situada en el departamento de Alto Rin, en la región de Alsacia. 

## Demografía
| 509 | 517 | 535 | 572 | 618 | 645 |
| Para los censos de 1962 a 1999 la población legal corresponde a la población sin duplicidades (Fuente: INSEE [Consultar]) |     |     |     |     |     |

## Patrimonio y cultura
- Iglesia de Saint-Léger
- Capilla Sainte Appoline